# Department of Defense Dependents Schools
Department of Defense Dependents Schools (DoDDS), deutsch etwa Schulen für Angehörige des Verteidigungsministeriums, bezeichnet ein System von Schulen, die seit Anfang 1954 von den US-Streitkräften außerhalb der Vereinigten Staaten betrieben werden und für die Kinder ihrer zivilen und militärischen Angehörigen vorgesehen sind. An den Schulen arbeiten etwa 8700 Lehrkräfte für über 84.000 Schüler.

## Organisation
Für den europäischen Bereich des DoDDS bestehen fünf Bezirke, dazu gehören
- Bavaria District, der Schulbezirk in Bayern mit der Hauptstelle in Ansbach und 16 angeschlossenen Schulen,
- Kaiserslautern District, der Schulbezirk in Kaiserslautern mit der Hauptstelle in Kaiserslautern und 23 angeschlossenen Schulen,
- Heidelberg District, der Schulbezirk in Heidelberg mit der Hauptstelle in Heidelberg und 19 angeschlossenen Schulen,
- Isles District, der "Insel"-Schulbezirk mit der Hauptstelle in Lakenheath und 17 angeschlossenen Schulen im Vereinigten Königreich, Belgien und den Niederlanden,
- Mediterranean District, der Schulbezirk für den Mittelmeerraum mit der Hauptstelle in Vicenza und 18 angeschlossenen Schulen in Italien, Bahrain, Portugal (darunter auch auf den Azoren), Spanien und in der Türkei.

Im pazifischen Bereich des DoDDS, der offiziell als DoDDS-Pacific/DDESS-Guam bezeichnet wird, befinden sich drei Schulbezirke des DoDDS und einer des DDESS (Department of Defense Domestic Dependent Elementary and Secondary Schools), der für die Streitkräfte im amerikanischen Inland zuständigen Behörde.
- Korea District, der Schulbezirk Korea mit der Hauptstelle in Seoul
- Japan District, der Schulbezirk Japan mit der Hauptstelle auf der Yokota Air Base
- Okinawa District, der Schulbezirk Okinawa mit der Hauptstelle auf der Kadena Air Base
- DDESS: Guam District, der Schulbezirk Guam mit der Hauptstelle auf der Andersen Air Force Base und vier angeschlossenen Schulen

### Schulen in Deutschland
Die meisten befinden sich in Deutschland in der Nähe von Kaiserslautern, siehe Kaiserslautern Military Community. Dazu gehören folgende Schulen:
- Kaiserslautern Elementary
- Kaiserslautern Middle
- Kaiserslautern High
- Vogelweh Elementary
- Ramstein Elementary
- Ramstein Intermediate
- Ramstein Middle
- Ramstein High
- Baumholder (Smith) Elementary / Middle
- Baumholder (Smith) High
- Sembach Elementary
- Sembach Middle
- Patrick Henry Elementary (Heidelberg)
- Heidelberg Middle
- Heidelberg High
- Landstuhl Elementary
- Landstuhl Middle
- Gen H.H. Arnold Elementary (Wiesbaden)
- Gen H.H. Arnold Middle (Wiesbaden)
- Gen H.H. Arnold High (Wiesbaden)
- Patch Elementary (Stuttgart)
- Patch Middle (Stuttgart)
- Patch High (Stuttgart)

Die meisten Schulen wurden im Zeitraum von 1965 bis 1985 gebaut, wobei die Schulen in Ramstein und Kaiserslautern derzeit (Stand 2006) umgebaut werden. Jede Schule hat zwischen 200 und 1.200 Schüler und Schülerinnen.
Einige dieser Schulen haben herausragende pädagogische Konzepte, wie z. B. die Ramstein High School, die neben dem Stuttgarter Königin-Katharina-Stift die einzige Schule in Deutschland ist, die ihren Schülern ein First-Tech-Challenge-Programm anbietet.